# Japansk dvärguv
Japansk dvärguv (Otus semitorques) är en fågel i familjen ugglor inom ordningen ugglefåglar.

## Utseende och läten
Japansk dvärguv är en medelstor (21-26 cm), gråbrun dvärguv med relativt långa och spetsiga vingar. Den grå ovansidan är fint marmorerad i mörkbrunt. På den mörkbruna vingen syns beigevita band på handpennornas ytterfan, medan dess innerfan är fint marmorerade. Undersidan är mörkstreckat gråbrun. Näbben är grönaktig, fötterna grå. Hanens spelläte är ett djupt "whook" som upprepas regelbundet, ibland i långa serier.

## Utbredning och systematik
Japansk dvärguv delas in i tre underarter med följande utbredning:
- Otus semitorques ussuriensis – Sachalin, Ussuriland och nordöstra Kina
- Otus semitorques semitorques – södra Kurilerna och Hokkaido söderut till Yakushima
- Otus semitorques pryeri – Hachijō-jima (södra Izuöarna) och södra Ryukyuöarna (Okinawa till Iriomote)

Tidigare inkluderades den i vad som nu urskiljts som indisk dvärguv (O. bakkamoena) och vissa gör det fortfarande. Underarten ussuriensis har tidigare förts till kinesisk dvärguv (O. lettia), men genetiska studier visar att de inte är nära släkt och inkluderas numera i japansk dvärguv. Populationen i Korea har behandlats som en del av ussuriensis, men även här klargör genetiska studier släktskapet, nämligen som en del av nominatformen. Underarten pryeri behandlas av vissa som en egen art på grund av avvikande, rödare fjäderdräkt.

## Levnadssätt
Japansk dvärguv hittas i låglänt skog samt beskogade slätter och sluttningar upp till 900 meters höjd. Vintertid ses den även i parker och trädgårdar. Födan består av insekter och små ryggradsdjur som gnagare, men även fåglar och reptiler. Fågeln häckar från mars till juli. Den bygger sitt bo i ett trädhål där den lägger fyra till fem ägg.

## Status och hot
Arten har ett stort utbredningsområde, men tros minska i antal, dock inte tillräckligt kraftigt för att den ska betraktas som hotad. Internationella naturvårdsunionen IUCN listar arten som livskraftig (LC). Världspopulationen har inte uppskattats men den beskrivs som vida spridd och lokalt vanlig.